# 因忠郡
因忠郡是唐代瀘州都督府所屬的一個郡，儀鳳二年，開山洞置。其轄地在今四川省瀘州市所屬瀘縣、江安縣、合江縣一帶地方，是唐代招撫當地土著所設置的郡，一般由其頭人任郡官。